# Недбал, Карел
Карел Не́дбал (чеш. Karel Nedbal; 28 октября 1888, Кёнигинхоф-ан-дер-Эльбе — 20 марта 1964, Прага) — чешский дирижёр и композитор. Племянник Оскара Недбала.
Изучал композицию у Витезслава Новака и Йозефа Богуслава Фёрстера, в значительной мере перенял опыт своего дяди Оскара Недбала, под руководством которого играл на скрипке в венском Тонкюнстлер-оркестре. В 1910—1911 годах дирижировал в различных театрах Моравии, руководил студенческим симфоническим оркестром. В 1911—1920 годах возглавлял хоровое общество «Виноградский глагол» в Праге, одновременно с 1914 года руководил оркестром в пражском «Театре на Виноградах». В 1920—1928 годах работал в Оломоуцкой опере. В 1928—1938 годах был главным дирижёром Словацкого национального театра в Братиславе, унаследовав этот пост от своего дяди. В 1938—1940 годах дирижировал оперой в Брно, в 1941—1945 годах — вновь в Оломоуце. С 1945 года — дирижёр Национального театра в Праге.
Недбал известен, в первую очередь, своими постановками чешской оперной классики — прежде всего, произведений Бедржиха Сметаны, Антонина Дворжака, Леоша Яначека, а также своего учителя Фёрстера. Гастрольные выступления Недбала с чешским репертуаром на оперных сценах Вены (1924), Кракова (1927), Барселоны и др. вызывали критический резонанс. Недбал обращался также и к русской музыке, в том числе новейшей: к 1931 году относится его постановка оперы Сергея Прокофьева «Любовь к трём апельсинам», к 1935 году — «Леди Макбет Мценского уезда» Дмитрия Шостаковича.
Недбалу принадлежит несколько собственных произведений — два балета, два оркестровых интермеццо, соната для виолончели и фортепиано, вокальный цикл; он также обработал около 50 словацких народных песен. Оставил воспоминания «Полвека с чешской оперой» (чеш. Půl století s českou operou; 1959).